# Путо, Клод
Клод Путо (14 августа 1725, Лион — 10 февраля 1775) — французский врач-хирург и медицинский писатель.

## Биография
Клод Путо родился в семье хирурга, от которого получил начальное медицинское образование, затем изучал медицину в Париже. После получения учёной степени в области медицины вернулся в родной Лион. Работал хирургом в госпитале Хотель-Дью в Лионе, вскоре став там главным хирургом и сменив Грассо.
Был сторонником дезинфекции хирургических инструментов и перевязочных материалов, утверждая, что инфекция в больницах передаётся в первую очередь через них, а не воздушно-капельным путём. Как медик занимался вопросами онкологии, ревматизма, ожогов, рахита, заболеваний лёгких, изучением свойств пор кожи. Первым открыл способ лечения слёзной фистулы и первым описал перелом дистального отдела лучевой кости с задним смещением (однако завершил его научное описание Авраам Колле, именем которого и назван этот перелом).
Был избран членом Лионской академии. Умер от удара головы при случайном падении. В его честь около госпиталя, в котором он работал, установлен бюст работы скульптора Жана-Леандра Хераля. Главные работы: «Melanges de chirurgie» (Лион, 1760); «Essai sur la rage» (1763), «Oeuvres posthumes» (Париж, 1783).